# ایوو شپاروویچ
ایوو شپاروویچ (کرواتی: Ivo Šeparović؛ زادهٔ ۱ ژانویهٔ ۱۹۶۱) بازیکن فوتبال اهل کرواسی بود.
از باشگاه‌هایی که در آن بازی کرده‌است می‌توان به باشگاه فوتبال سجستا و باشگاه فوتبال هایدوک اسپلیت اشاره کرد.
وی همچنین در تیم ملی فوتبال کرواسی بازی کرده‌است.